# Estados Unidos en los Juegos Paralímpicos de Londres 2012
Estados Unidos estuvo representado en los Juegos Paralímpicos de Londres 2012 por un total de 221 deportistas, 128 hombres y 93 mujeres.

## Medallistas
El equipo paralímpico estadounidense obtuvo las siguientes medallas:
| Nombre | Deporte                       | Evento                                       |
| --- | ----------------------------- | -------------------------------------------- |
| Oro |                               |                                              |
| Tatyana McFadden | Atletismo                     | 400 m T54 femenino                           |
| Tatyana McFadden | Atletismo                     | 800 m T54 femenino                           |
| Tatyana McFadden | Atletismo                     | 1500 m T54 femenino                          |
| Shirley Reilly | Atletismo                     | Maratón T54 femenino                         |
| Raymond Martin | Atletismo                     | 100 m T52 masculino                          |
| Raymond Martin | Atletismo                     | 200 m T52 masculino                          |
| Raymond Martin | Atletismo                     | 400 m T52 masculino                          |
| Raymond Martin | Atletismo                     | 800 m T52 masculino                          |
| Jeremy Campbell | Atletismo                     | Disco F44 masculino                          |
| Joseph Berenyi | Ciclismo en pista             | Persecución individual C3 masculino          |
| Marianna Davis | Ciclismo en ruta              | Ruta H1-3 femenino                           |
| Marianna Davis | Ciclismo en ruta              | Contrarreloj H1-2 femenino                   |
| Allison Jones | Ciclismo en ruta              | Contrarreloj C1-3 femenino                   |
| Megan Fisher | Ciclismo en ruta              | Contrarreloj C4 femenino                     |
| Marianna Davis Oz Sanchez Matthew Updike | Ciclismo en ruta              | Relevo por equipos H1-4 mixto                |
| Jessica Long | Natación                      | 100 m braza SB7 femenino                     |
| Jessica Long | Natación                      | 100 m libre S8 femenino                      |
| Jessica Long | Natación                      | 400 m libre S8 femenino                      |
| Jessica Long | Natación                      | 100 m mariposa S8 femenino                   |
| Jessica Long | Natación                      | 200 m estilos SM8 femenino                   |
| Kelley Becherer | Natación                      | 50 m libre S13 femenino                      |
| Kelley Becherer | Natación                      | 100 m libre S13 femenino                     |
| Mallory Weggemann | Natación                      | 50 m libre S8 femenino                       |
| Victoria Arlen | Natación                      | 100 m libre S6 femenino                      |
| Bradley Snyder | Natación                      | 100 m libre S11 masculino                    |
| Bradley Snyder | Natación                      | 400 m libre S11 masculino                    |
| Justin Zook | Natación                      | 100 m espalda S10 masculino                  |
| Lantz Lamback | Natación                      | 50 m libre S7 masculino                      |
| Ian Silverman | Natación                      | 400 m libre S10 masculino                    |
| Nick Taylor David Wagner | Tenis en silla de ruedas      | Quad dobles mixto                            |
| Jeffrey Fabry | Tiro con arco                 | Compuesto individual W1 masculino            |
| Plata |                               |                                              |
| Shirley Reilly | Atletismo                     | 5000 m T54 femenino                          |
| Richard Browne | Atletismo                     | 100 m T44 masculino                          |
| Shaquille Vance | Atletismo                     | 200 m T42 masculino                          |
| Blake Leeper | Atletismo                     | 400 m T44 masculino                          |
| Jeffrey Skiba | Atletismo                     | Salto de altura F46 masculino                |
| Lex Gillette | Atletismo                     | Salto de longitud F11 masculino              |
| Jennifer Schuble | Ciclismo en pista             | 500 m contrarreloj C4-5 femenino             |
| Megan Fisher | Ciclismo en pista             | Persecución individual C4 femenino           |
| Monica Bascio | Ciclismo en ruta              | Ruta H1-3 femenino                           |
| Monica Bascio | Ciclismo en ruta              | Contrarreloj H3 femenino                     |
| Joseph Berenyi | Ciclismo en ruta              | Contrarreloj C3 mixto                        |
| Cortney Jordan | Natación                      | 50 m libre S7 femenino                       |
| Cortney Jordan | Natación                      | 100 m libre S7 femenino                      |
| Cortney Jordan | Natación                      | 400 m libre S7 femenino                      |
| Victoria Arlen | Natación                      | 50 m libre S6 femenino                       |
| Victoria Arlen | Natación                      | 400 m libre S6 femenino                      |
| Jessica Long | Natación                      | 100 m espalda S8 femenino                    |
| Rebecca Meyers | Natación                      | 200 m estilos SM13 femenino                  |
| Jessica Long Anna Eames Susan Beth Scott Victoria Arlen | Natación                      | 4 × 100 m libre (34 ptos.) femenino          |
| Roy Perkins | Natación                      | 50 m mariposa S5 masculino                   |
| Roy Perkins | Natación                      | 100 m libre S5 masculino                     |
| Tucker Dupree | Natación                      | 100 m espalda S12 masculino                  |
| Brad Snyder | Natación                      | 50 m libre S11 masculino                     |
| Rudy Garcia-Tolson | Natación                      | 200 m estilos SM7 masculino                  |
| David Wagner | Tenis en silla de ruedas      | Quad individual mixto                        |
| Matt Stutzman | Tiro con arco                 | Compuesto individual clase abierta masculino |
| Jean Paul Creignou Jen French | Vela                          | SKUD18 de dos personas mixto                 |
| Allison Aldrich Monique Burkland Heather Erickson Michelle Gerlosky Katie Holloway Kaleo Kanahele Kendra Lancaster Brenda Maymon Nichole Millage Kari Miller Lora Webster | Voleibol sentado              | Torneo femenino                              |
| Myles Porter | Yudo                          | –100 kg masculino                            |
| Bronce |                               |                                              |
| Kerry Morgan | Atletismo                     | 100 m T52 femenino                           |
| Kerry Morgan | Atletismo                     | 200 m T52 femenino                           |
| April Holmes | Atletismo                     | 100 m T44 femenino                           |
| Tatyana McFadden | Atletismo                     | 100 m T54 femenino                           |
| Jessica Galli | Atletismo                     | 800 m T53 femenino                           |
| Shirley Reilly | Atletismo                     | 1500 m T54 femenino                          |
| Zena Cole | Atletismo                     | Disco F51-53 femenino                        |
| Angela Madsen | Atletismo                     | Peso F54-56 femenino                         |
| Paul Nitz | Atletismo                     | 100 m T52 masculino                          |
| Blake Leeper | Atletismo                     | 200 m T44 masculino                          |
| David Prince | Atletismo                     | 400 m T44 masculino                          |
| Joshua George | Atletismo                     | 800 m T53 masculino                          |
| Scot Severn | Atletismo                     | Peso F52/53 masculino                        |
| Eric Barber Joseph Chambers Nate Hinze Trevon Jenifer Jeremy Lade Ian Lynch Jason Nelms Paul Schulte Matt Scott Steven Serio Joshua Turek William Waller                  | Baloncesto en silla de ruedas | Torneo masculino                             |
| Joseph Berenyi Samuel Kavanagh Jennifer Schuble | Ciclismo en pista             | Velocidad por equipos C1-5 mixto             |
| Allison Jones | Ciclismoen pista              | Persecución individual C1-3 femenino         |
| Allison Jones | Ciclismo en ruta              | Ruta C1-3 femenino                           |
| Kelly Crowley | Ciclismo en ruta              | Ruta C4-5 femenino                           |
| Kelly Crowley | Ciclismo en ruta              | Contrarreloj C5 femenino                     |
| Oz Sanchez | Ciclismo en ruta              | Contrarreloj H4 masculino                    |
| Kelley Becherer | Natación                      | 100 m braza SB13 femenino                    |
| Kelley Becherer | Natación                      | 200 m estilos SM13 femenino                  |
| Noga Nir-Kistler | Natación                      | 100 m braza SB5 femenino                     |
| Cortney Jordan | Natación                      | 100 m espalda S7 femenino                    |
| Elizabeth Stone | Natación                      | 100 m espalda S9 femenino                    |
| Rebecca Meyers | Natación                      | 100 m libre S13 femenino                     |
| Susan Beth Scott | Natación                      | 400 m libre S10 femenino                     |
| Elizabeth Stone | Natación                      | 100 m mariposa S9 femenino                   |
| Tucker Dupree | Natación                      | 50 m libre S12 masculino                     |
| Tucker Dupree | Natación                      | 100 m libre S12 masculino                    |
| Roy Perkins | Natación                      | 50 m libre S5 masculino                      |
| Roy Perkins | Natación                      | 200 m libre S5 masculino                     |
| Lantz Lamback | Natación                      | 100 m libre S7 masculino                     |
| Jessica Long Anna Johannes Susan Beth Scott Mallory Weggemann | Natación                      | 4 × 100 m estilos (34 ptos.) femenino        |
| Lou Xiaoxian Rob Jones | Remo                          | Scull doble TA mixto                         |
| Charles Aoki Andy Cohn Chad Cohn Joe Delagrave Will Groulx Derrick Helton Scott Hogsett Seth McBride Jason Regier Adam Scaturro Nick Springer Chance Sumner               | Rugby en silla de ruedas      | Torneo mixto                                 |
| Nick Taylor | Tenis en silla de ruedas      | Quad individual mixto                        |
| Dartanyon Crockett | Yudo                          | –90 kg masculino                             |